# Teatri storici di Livorno

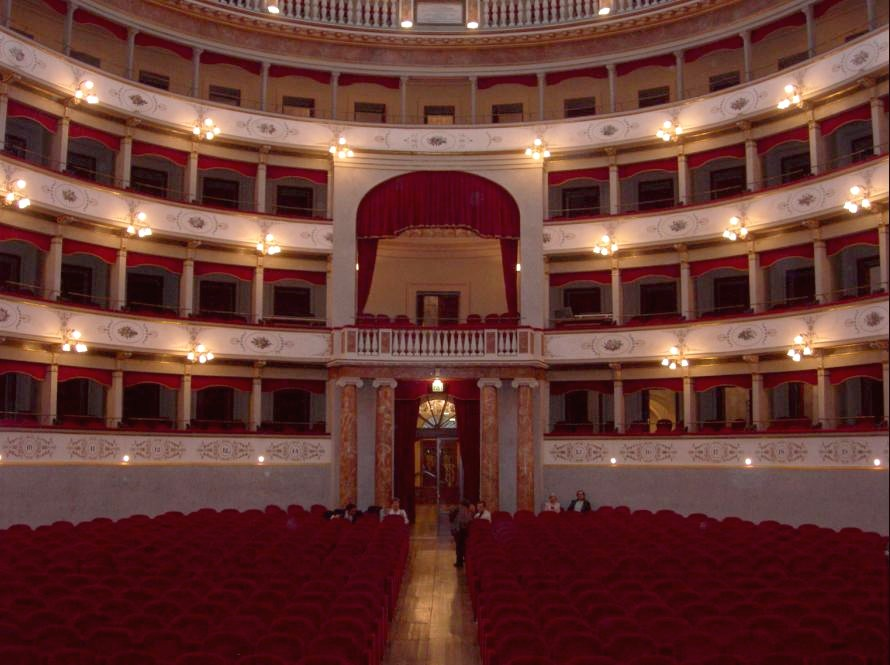
La sala del Teatro Goldoni

I teatri storici di Livorno hanno caratterizzato fortemente l'immagine della città nel corso dell'Ottocento, fino allo scoppio della seconda guerra mondiale.
Infatti, prima delle distruzioni belliche del 1943, Livorno ha ospitato una decina di teatri ed arene, nonché una serie di spazi teatrali minori.

## I teatri dal Seicento all'Ottocento

### Il Teatro delle Commedie
Il più antico teatro cittadino è stato quello delle Commedie, risalente al XVII secolo e trasformato in abitazioni alla fine del Settecento. Ubicato nei pressi della chiesa di San Sebastiano e detto anche "Stanzone delle commedie", l'antico teatro San Sebastiano fu aperto nel 1658, inaugurando una ricca stagione teatrale e melodrammatica che rese famosa al tempo la città.
Era costruito ad ellisse con la scena su lato meridionale. Originariamente aveva 41 palchetti distribuiti su tre ordini con i tre centrali del secondo ordine riservati alla famiglia sovrana. Fu poi ampliato con l'aggiunta di ulteriori 24 palchi e la sopraelevazione di un quarto ordine di legno, fino a raggiungere il numero complessivo di 87 palchetti.
Dal 1662 fu sede dell'Accademia dei Dubbiosi; fu frequentato anche da Carlo Goldoni, che qui nel 1747 assistette ad alcune commedie della compagnia di Girolamo Medebac. Innamoratosi del teatro, Goldoni lasciò definitivamente l'avvocatura per intraprendere l'attività di commediografo.

### Il Teatro degli Avvalorati
Nel 1782, con l'opera Adriano in Siria di Luigi Cherubini (libretto di Pietro Metastasio), fu inaugurato invece il Teatro degli Armeni poi acquistato nel 1790 dall'Accademia degli Avvalorati da cui prese il nome. L'esterno assunse l'aspetto definitivo nel 1867, quando fu costruita la nuova facciata rivolta verso il Palazzo Comunale: era costituita da tre piani e tre ingressi con finestre alternate da grandi colonne ioniche. Originariamente disponeva di 126 palchetti su cinque ordini, con una platea larga 15 metri e lunga 18 metri.
Fu restaurato più volte nel corso degli anni anche ad opera di artisti quali Antonio Niccolini e Giuseppe Maria Terreni; nel 1919 Torello Macchia demolì il quarto e quinto ordine di palchi per realizzarvi una galleria e ampliò il palcoscenico. In seguito, e fino allo scoppio della seconda guerra mondiale, divenne una sala cinematografica dove si proiettavano film in prima visione. Distrutto durante i bombardamenti aerei, fu definitivamente demolito per far posto ad un viale alberato che congiunge il suddetto Palazzo Comunale a piazza della Repubblica.

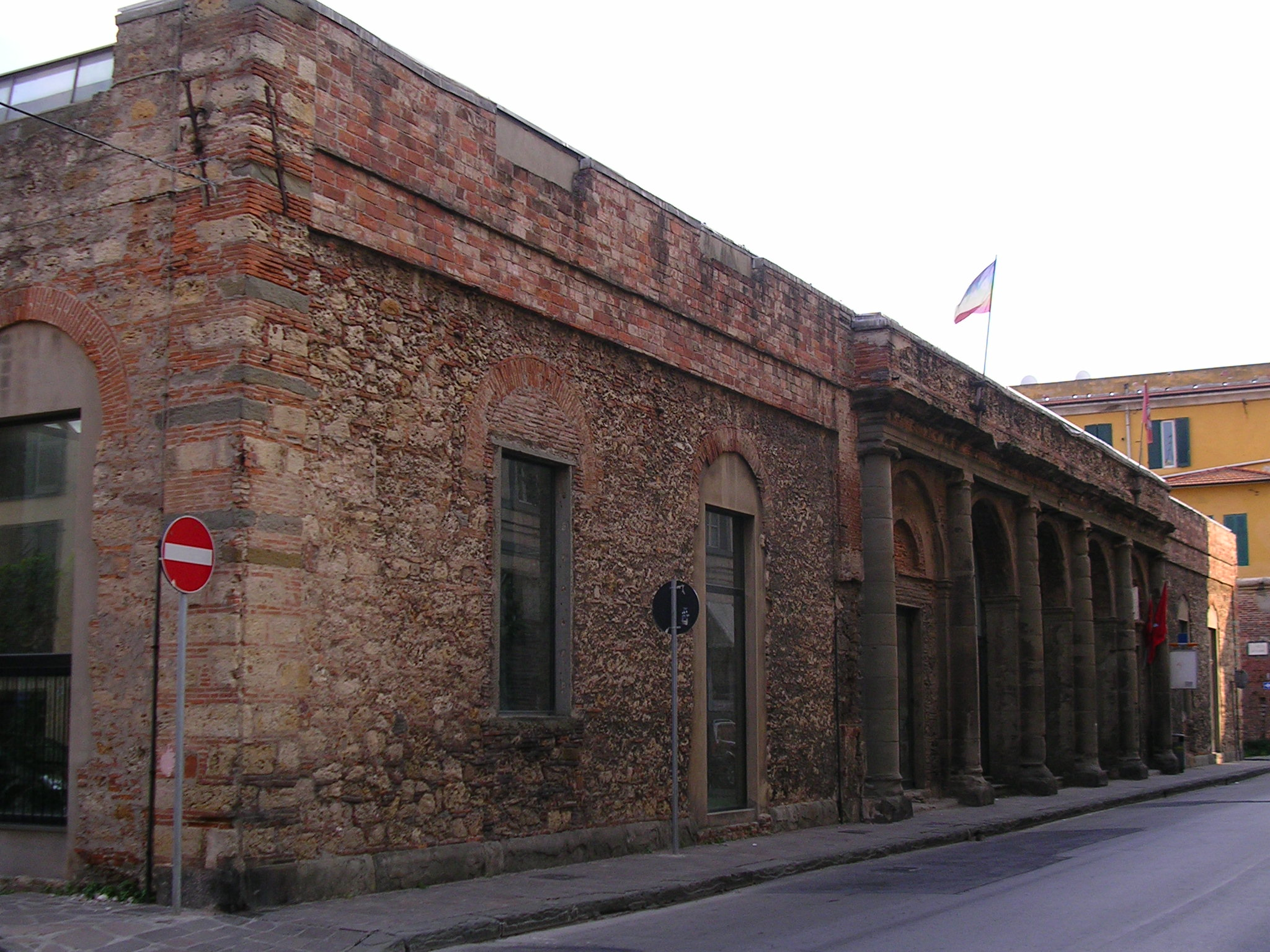
I resti del Teatro San Marco

### Il Teatro San Marco
Pochi anni dopo l'inaugurazione del Teatro degli Avvalorati, nel 1806 iniziò la sua attività il San Marco, il più sontuoso teatro cittadino; aveva 136 palchetti disposti su cinque ordini, con raffinate decorazioni interne di Luigi Ademollo che lo rendevano tra i più eleganti ed vasti teatri d'Italia, ed una ampia platea, misurando 19 metri di lunghezza per 18 di larghezza. Inaugurato con il nome di "Regio Teatro Carlo Ludovico", in onore dell'allora re dell'Etruria, fu progettato da Salvatore Piccioli e Gaspero Pampaloni.
Dopo un primo periodo di intensa fortuna, nei primi anni del XX secolo l'attività del teatro subì una notevole flessione e l'edificio andò incontro ad un rapido decadimento: infatti, nel 1921, quando qui si tenne la fondazione del Partito Comunista d'Italia, i partecipanti al congresso dovettero utilizzare gli ombrelli anche all'interno a causa delle cospicue infiltrazioni d'acqua piovana. Colpito dai bombardamenti aerei dell'ultima guerra mondiale e mai più ricostruito, oggi restano soltanto i pochi ruderi della facciata e dei muri perimetrali.

### Il Teatro Rossini
Più piccolo, ma riccamente decorato fu anche il Teatro Rossini, aperto il 25 ottobre 1842 su progetto del Gragnani nella zona compresa tra il Mercato delle vettovaglie e piazza Cavour. All'interno, dove in origine potevano essere contenuti circa mille spettatori, erano ospitate opere del celebre Giovanni Duprè; presentava 130 palchetti su cinque ordini, con una platea larga 14 metri e lunga 15 metri. Inaugurato con il Mosè in Egitto di Gioachino Rossini, condivise lo stesso triste destino del San Marco, con un lento declino e la distruzione avvenuta a seguito della seconda guerra mondiale.

### Il Teatro Goldoni

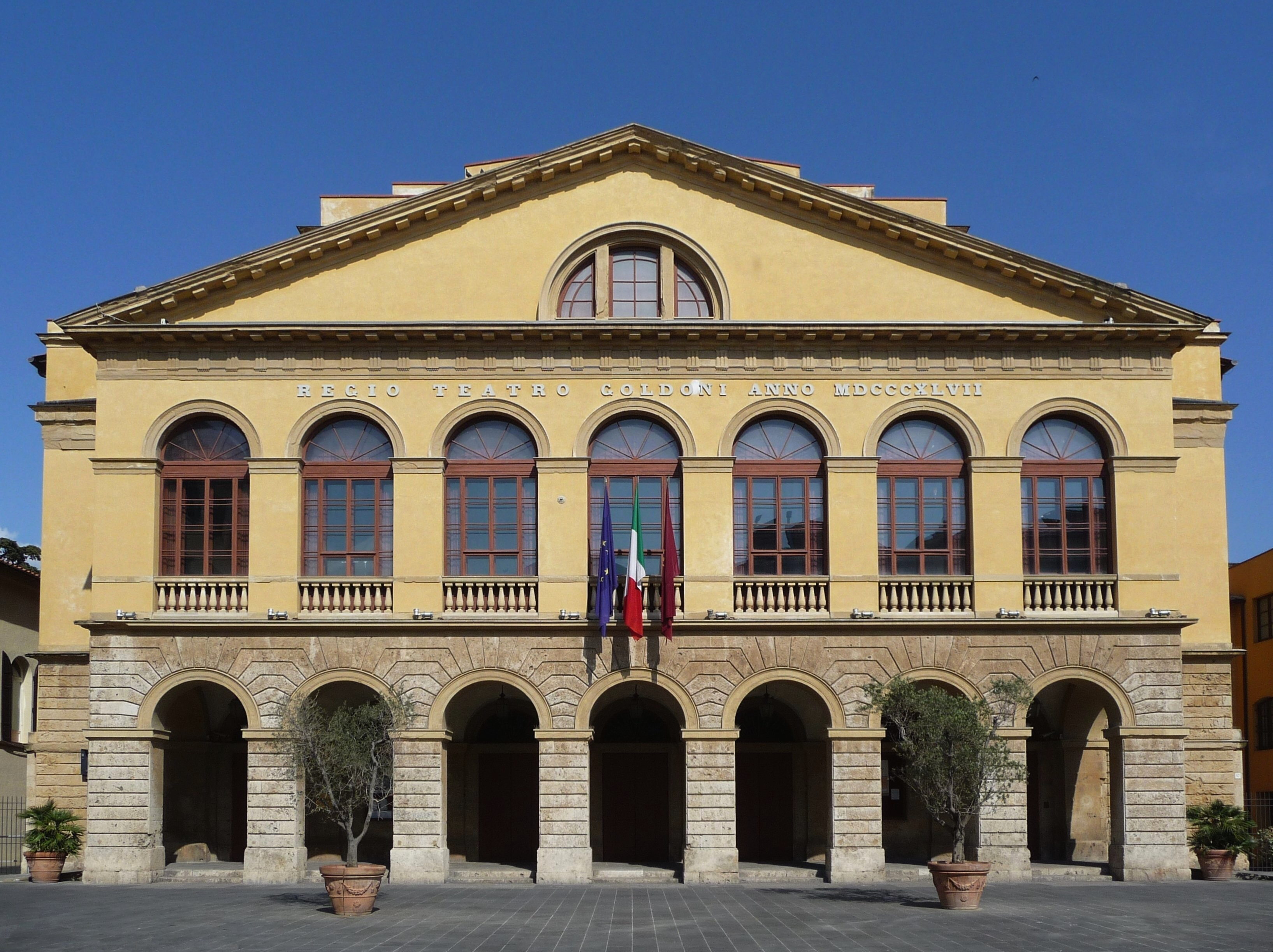
Facciata del Teatro Goldoni

Superiore al San Marco per dimensioni, ma non per apparato decorativo, fu invece il Teatro Goldoni, opera di Giuseppe Cappellini e aperto al pubblico il 24 luglio 1847 dopo quattro anni di lavori, con uno spettacolo diurno (I falsi monetari) ed uno serale (Roberto e il diavolo) di Mayerbeer.
Fu dapprima di proprietà di Francesco e Alessandro Caporali, da cui prese il nome, poi fu denominato "Regio Teatro Leopoldo" e dal 1859 "Regio Teatro Goldoni".
È l'unico dei grandi teatri cittadini ad essere sopravvissuto agli eventi bellici e alle speculazioni del dopoguerra. Le dimensioni della platea (lunga e larga circa 20,30 x 20,75 metri) sono paragonabili a quelle del Teatro alla Scala di Milano e lo fanno uno dei teatri più vasti d'Italia; il Goldoni presenta 115 palchetti su 4 ordini, disposti attorno al grande Palco Reale e chiusi alla sommità da un loggione delimitato da una balaustra con un'altezza di circa 26,30 metri. Al fine di rendere il teatro idoneo alle rappresentazioni diurne, la sala è coperta da una straordinaria superficie di cristallo, importante applicazione ottocentesca dei temi dell'architettura del ferro e del vetro.
Un marmo posto sopra il quarto ordine ricorda la sua costruzione: "Il 13 marzo 1843 muovevansi le fondamenta di questo edificio. Il beneficentissimo Principe auspicata la costruzione con iterate visite si degnò onorare i promotori, che col nome di Leopoldo il 24 luglio 1847, pubblicamente s'inaugurasse".

### Altri spazi teatrali
Altri piccoli teatri popolari particolarmente frequentati furono il Teatro del Giardinetto, conosciuto anche come "Gherardi del Testa", edificato nel 1818 in via Strozzi, e il piccolo teatro ligneo di via Pellettier (attivo nella prima metà del XIX secolo).
Il 18 settembre 1870, con il dramma La signora di Saint-Tropez, fu inaugurato il piccolo teatro degli Operosi; retto dall'omonima accademia, il complesso si trovava in via del Governatore, nella zona di Montenero.
Ultima grande realizzazione del XIX secolo fu il Teatro Politeama, realizzato nel 1878 di fronte alla chiesa degli Olandesi Alemanni. Caratterizzato da una struttura portante metallica, era utilizzato persino per spettacoli circensi ed in origine poteva contenere ben 3.000 persone. Scampato ai successivi bombardamenti, negli anni settanta del Novecento fu incredibilmente demolito per far posto ad un grande, quanto anonimo, palazzo polifunzionale.

## Le arene
A partire dal XIX secolo a Livorno sorsero numerosi teatri diurni; il primo importante spazio teatrale all'aperto fu il Teatro San Cosimo, collocato sui bastioni nell'area dell'attuale Mercato delle vettovaglie. Nel 1833 fu ricostruito ed aperto col nome di Arena Labronica. Tuttavia, la demolizione dei baluardi medicei lungo il Fosso Reale, decretò il suo definitivo smantellamento poco dopo la metà del medesimo secolo.
Dismessa l'Arena Labronica, tra il 1862 e il 1863 fu edificata una nuova arena, intitolata dal 1882 a Giuseppe Garibaldi, nell'area compresa tra via degli Asili e via dei Carrozzieri (vedi Stradario di Livorno). L'impresa non ebbe molta fortuna e l'arena fu chiusa verso la fine dello stesso secolo per essere trasformata in un politeama; i lavori non furono condotti subito a termine e la nuova struttura, inaugurata nel 1904, fu comunque nuovamente chiusa nel giro di pochi anni, per essere successivamente smantellata e trasformata in asilo.
Di alcuni anni precedente era l'Arena Alfieri, ubicata nei pressi del Cisternone; inizialmente nota come Arena degli Acquedotti, fu aperta al pubblico nel 1841 e nel 1857 fu distrutta da un incendio e ricostruita. Oggi non è più esistente.

## Le sale cinematografiche

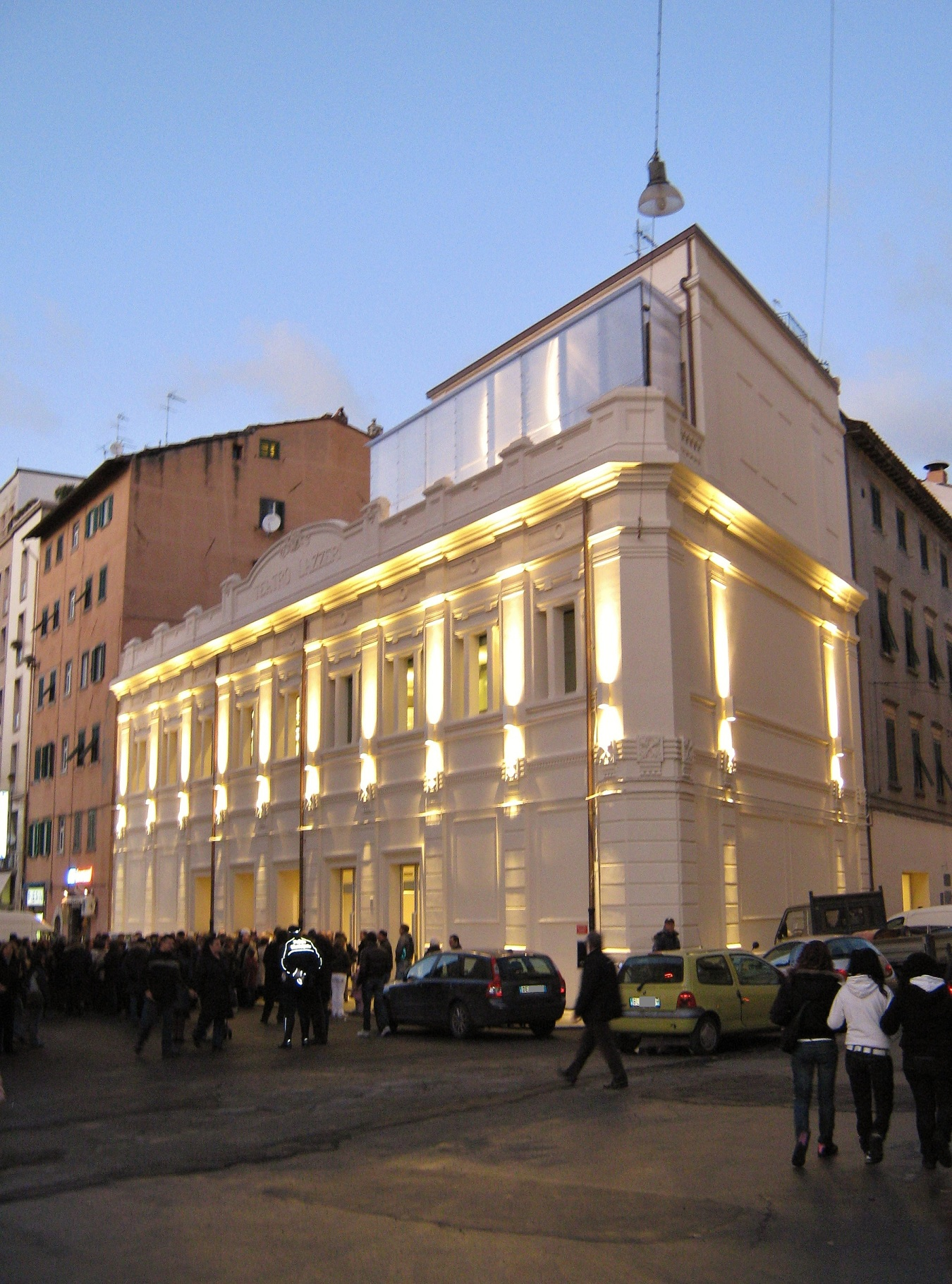
Ex cinema teatro Lazzeri

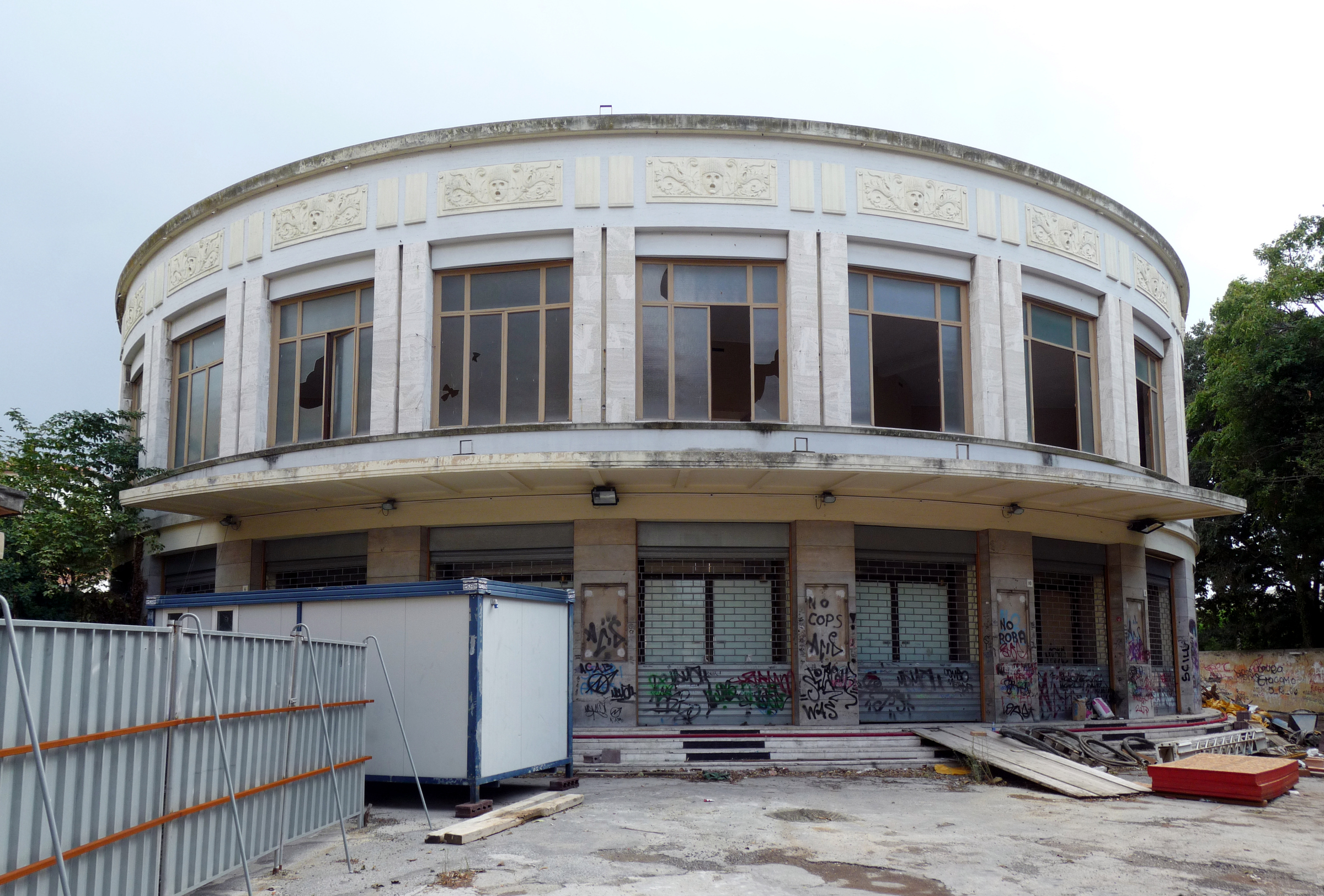
La facciata del demolito Cinema Odeon

Livorno ha avuto una delle prime sale di proiezione in Italia: fin dall'estate 1896, presso il locale "Eden" (ubicato in occasione della stagione estiva nella Spianata dei Cavalleggeri, dove si trova l'attuale Terrazza Mascagni) si proiettavano regolarmente cortometraggi.
Nei primi anni del Novecento i principali teatri cittadini furono adattati per la proiezione di pellicole cinematografiche. Altri cinematografi, generalmente di dimensioni ridotte, furono costruiti nel centro cittadino.
Peraltro, secondo alcuni recenti studi, nello scomparso "Cinematografo Artistico" di Livorno, il 16 settembre 1905 si sarebbe tenuta la prima proiezione de La presa di Roma, pellicola con la quale ha inizio la storia del cinema italiano.
Tra le sale più importanti si ricordano il Cinema Teatro Centrale, posto nei pressi del suddetto Teatro Rossini e scomparso dopo la guerra, il Teatro Lazzeri, i cui locali, dopo la chiusura e un periodo d'abbandono hanno ospitato una libreria dal dicembre 2008 al gennaio 2015, il Salone Margherita (1913, poi noto come Cinema Jolly) e il Cinema Moderno, ubicato in via Grande, che fu ripristinato nel dopoguerra e demolito nel corso del 2012 per la costruzione di un parcheggio multipiano. Invece, agli anni trenta risale il piccolo Teatro Mascagni, edificato nel parco di Villa Corridi (all'epoca ridotta a sanatorio).
Le grandi sale cinematografiche sorsero solo nel dopoguerra. Le principali furono il Cinema Teatro Grande (inaugurato il 25 marzo 1952), l'Odeon (all'epoca il più grande cinema d'Italia, attivo dal 30 aprile 1952), La Gran Guardia (1954) e il Cinema teatro 4 Mori (1957).
Successivamente il Cinema Teatro Grande fu riconvertito in una multisala (chiusa nell'estate 2013), mentre Odeon e Gran Guardia hanno cessato la loro attività nel 2005. Dal 2006 l'Odeon è coinvolto in contestato un progetto per la sua trasformazione in un parcheggio multipiano. Il teatro La Gran Guardia, malgrado entro il 2009 ne fosse stata prevista la riapertura, è stato in gran parte abbattuto nel corso del 2012 e trasformato in un negozio di abbigliamento; solo una piccola parte della struttura è stata riconvertita ad uso pubblico e, dalla fine del 2013, ospita due piccole sale cinematografiche, con capienza complessiva di 300 posti.
Al 2012 si registra anche la chiusura dello storico cinema Jolly, che negli ultimi anni era stato adibito a proiezioni a luci rosse.